# Caparrón pinto

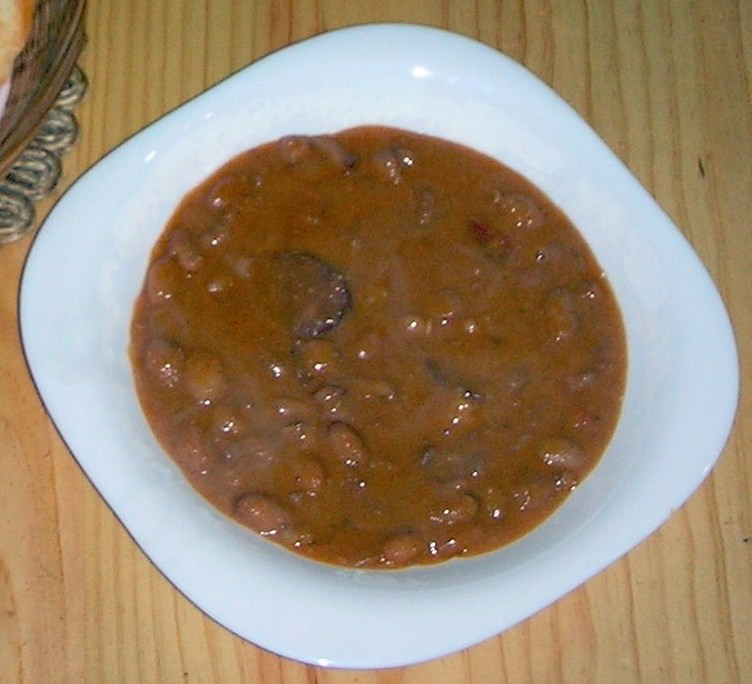
Plato de caparrones

El caparrón pinto o caparrón a secas, es como se conoce a una variedad de alubia roja de semilla más corta y redondeada de lo habitual. Es típica de la región de La Rioja (España) y de algunas comarcas limítrofes. Por extensión se llama caparrones al cocido preparado con esta alubia, uno de los más importantes platos de la gastronomía riojana. En su preparación no debe faltar el chorizo autóctono.

## Características
Su importancia cultural se puede comparar a la de la fabada en Asturias. Por ejemplo, cuando alguien quiere menospreciar la fuerza o el aguante de otra persona, le dice: Más caparrones tenías que haber comido, dando a indicar que es un alimento rico en energía. También se asocian con la flatulencia. Diversos establecimientos hosteleros en la región se denominan con este nombre (Mesón los Caparrones, etc.).
En todos los pueblos no falta su cultivo en las huertas, siendo famosos los de Castañares de Rioja, Anguiano y Belorado. Las varas obtenidas a partir de ramas de diversos árboles como el chopo o arbustos como el saúco que sirven para guiar el crecimiento de la planta (de tipo reptadora) reciben el nombre de palos de caparrón y se suelen agrupar en gavillas en los pajares durante el invierno, cuando no se usan, para reutilizarlos al año siguiente. Aunque también hay variedades denominadas sin palo, ya que no crecen mucho y no necesitan apoyo.

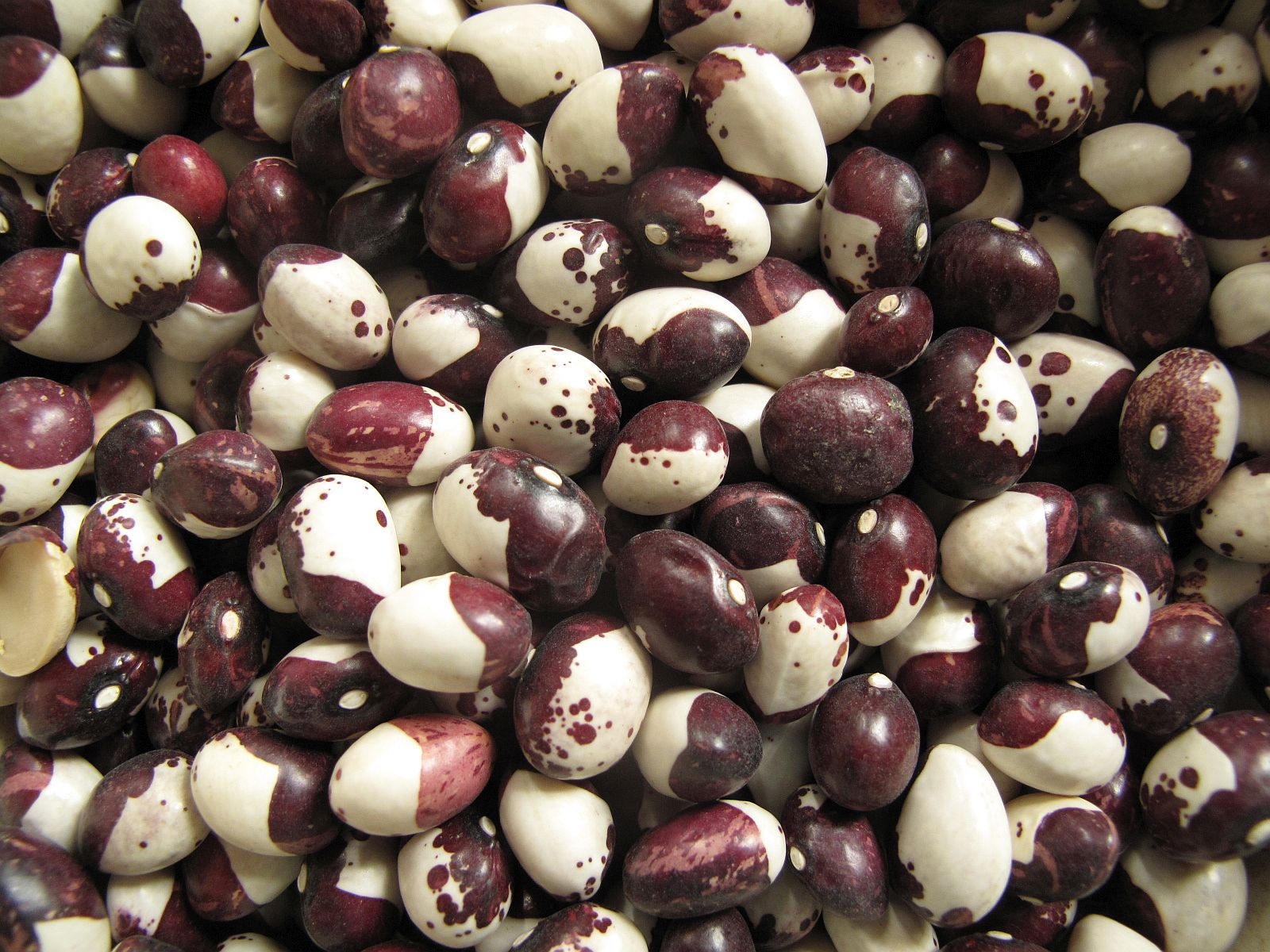
Caparrónes pinto